# Keiichi Ozawa
Keiichi Ozawa (小澤啓一, Ozawa Keiichi), né le 5 janvier 1933 est un réalisateur japonais.

## Biographie
Keiichi Ozawa fait ses études à l'université Waseda. Il commence sa carrière à la Nikkatsu en tant qu'assistant réalisateur de Toshio Masuda avant de réaliser son premier film en 1968.
Il a réalisé plus de 35 films entre 1968 et 2004,.

## Filmographie sélective

### Comme assistant réalisateur
- 1968 : Le Vaurien (無頼より 大幹部, Burai yori daikanbu?) de Toshio Masuda

### Comme réalisateur
- 1968 : Daikanbu: Burai (大幹部 無頼?)
- 1968 : Burai: Hitokiri Gorō (無頼 人斬り五郎?)
- 1968 : Burai: Kuro dosu (無頼 黒匕首?)
- 1969 : Tue, vaurien, tue ! (無頼 殺せ, Burai: Barase?)[3]
- 1969 : Zenka: Kari shakuhō (前科 仮釈放?)
- 1969 : Zenka: Dosu arashi (前科 ドス嵐?)
- 1969 : Kyōka retsuden: Shūmei tobaku (侠花列伝 襲名賭博?)[4]
- 1970 : Tekkaba bojō (鉄火場慕情?)
- 1970 : Yakuza no yokogao (やくざの横顔?)[5]
- 1970 : Onna no keisatsu: Midarechō (女の警察 乱れ蝶?)
- 1970 : Daikanbu: Keri o tsukero (大幹部 ケリをつけろ?)
- 1970 : Doninki kazeno tengu (土忍記 風の天狗?)
- 1971 : Kantō nagaremono (関東流れ者?)
- 1971 : Kantō hamonjō (関東破門状?)
- 1973 : Saihate no jōji (さいはての情事?)
- 1973 : Yoru no kinryō-ku (夜の禁猟区?)
- 1973 : Bankaku: Kantō sekkusu gundan (バンカク 関東ＳＥＸ軍団?)
- 1980 : Tekkihei, tonda (鉄騎兵、跳んだ?)
- 2004 : Le Chemin du carnage 10 : Guerre complète dans Kyushu (修羅のみち10 九州全面戦争, Shura no michi 10: Kyūshū zenmen sensō?)